# Al Carlson
Alvin Harold "Al" Carlson (Oceanside, Califòrnia, 17 de setembre de 1951) és un exjugador de bàsquet nord-americà que va jugar a l'NBA i a la lliga espanyola. Amb 2,11 metres d'alçada, jugava en la posició de pivot.
Va jugar durant la seva etapa universitària en el Southern Califòrnia College, i en la seva última temporada va ser transferit als Ducks de la Universitat d'Oregon. Després de no ser triat en el Draft de l'NBA, va fitxar com a agent lliure el 1975 pels Seattle SuperSonics, amb els que va disputar una temporada com a suplent de Tom Burleson, amb una mitjana 2,6 punts i 2,6 rebots per partit. La temporada 1979-80 va fitxar pel Joventut de Badalona de la lliga espanyola, equip amb el qual va disputar la Copa Korac.